# José Antonio García Alonso
José Antonio García Alonso, plus connu comme Covelo, né à Vigo (Galice, Espagne) le 2 juin 1963, est un footballeur espagnol qui jouait au poste de gardien de but.

## Carrière
Formé à La Masia du FC Barcelone, Covelo fait partie de l'équipe réserve, le Barcelona Atlètic, entre 1983 et 1987. Il est gardien remplaçant de l'équipe première du FC Barcelone pendant deux saisons (1985-1986 et 1987-1988).
Covelo débute en Première division en 1989 avec le RCD Majorque. Il reste durant trois ans à Majorque où il est remplaçant. Il joue 11 matchs en tout.
En été 1992, Covelo est recruté par l'Atlético Marbella qui joue alors en Segunda división. Il est remplaçant pendant sa première saison à Marbella mais il devient ensuite titulaire jouant 29 matchs. Il est ensuite recruté par le Real Murcie qui joue en Segunda división B.
Après avoir mis un terme à sa carrière de joueur, Covelo rejoint le staff technique du Celta de Vigo.